# Amanty
Amanty ist eine französische Gemeinde mit 35 Einwohnern (Stand 1. Januar 2022) im Département Meuse in der Region Grand Est (bis 2015  Lothringen).

## Geografie
Die Gemeinde liegt etwa 25 Kilometer südwestlich von Toul. Nachbargemeinden sind Épiez-sur-Meuse im Norden, Maxey-sur-Vaise im Nordosten, Taillancourt im Südosten, Vouthon-Bas und Vouthon-Haut im Süden, Gondrecourt-le-Château im Südwesten, Abainville im Westen und Badonvilliers-Gérauvilliers im Nordwesten. Im Gemeindegebiet von Amanty stehen acht Windkraftanlagen.

## Bevölkerungsentwicklung
| Jahr      | 1962 | 1968 | 1975 | 1982 | 1990 | 1999 | 2004 | 2010 | 2019 |
| Einwohner | 89   | 66   | 62   | 58   | 56   | 47   | 53   | 45   | 36   |

## Sehenswürdigkeiten
- Kirche Saint-Martin (Glocken und Kirchenbänke sind Monuments historiques)
- Kapelle Sainte-Anne (Monument historique)
- Lavoir (ehemaliges Waschhaus)

## Weblinks

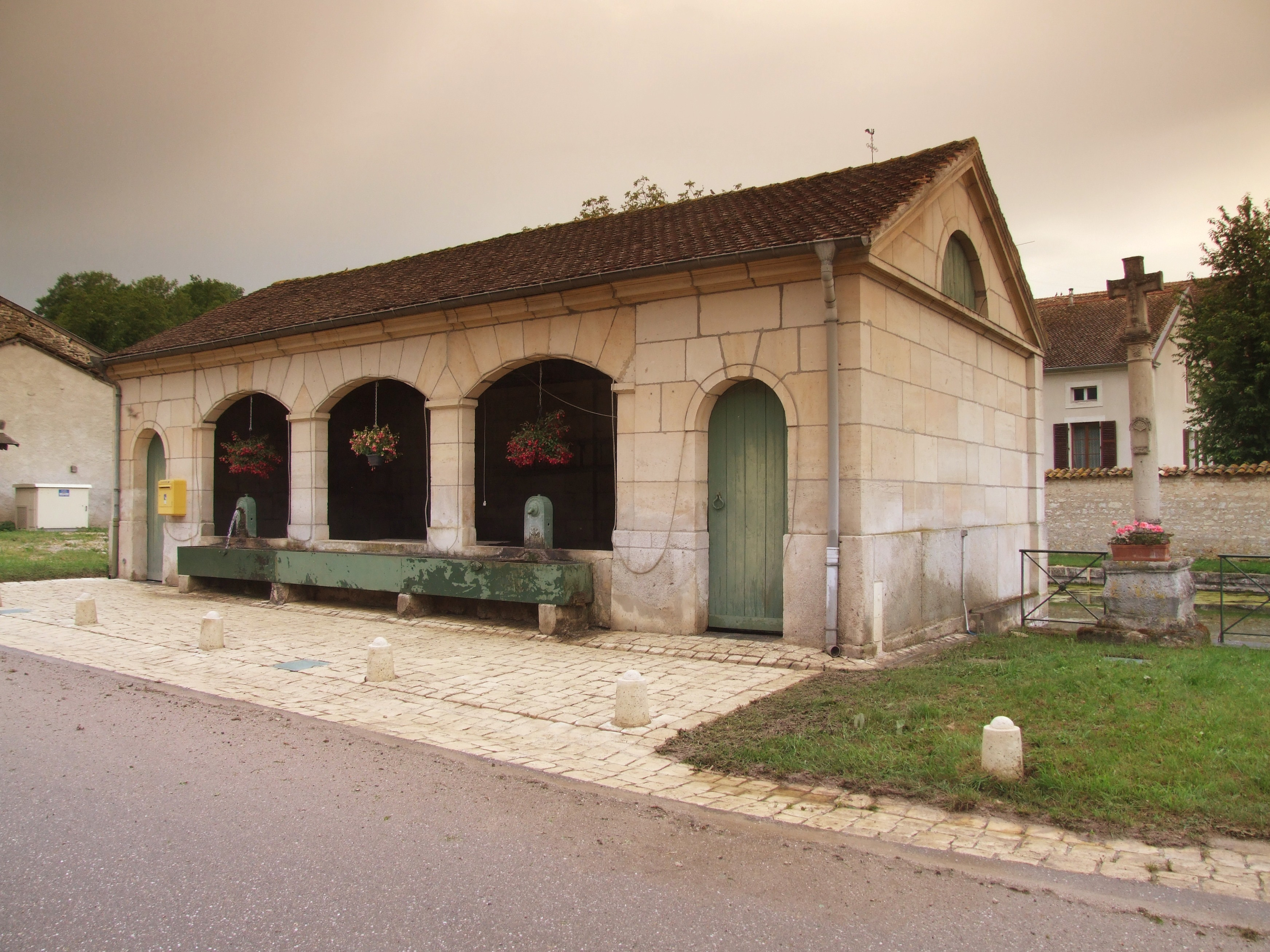
Lavoir im Dorfzentrum